# Egretta ardesiaca
L'airone nero (Egretta ardesiaca (Wagler, 1827)) è un uccello della famiglia degli Ardeidi diffuso in Africa.

## Descrizione
È un airone di media taglia, che raggiunge lunghezze di 43–66 cm, con una apertura alare di 90–95 cm.
Il piumaggio è uniformemente nero e forma una piccola cresta sulla testa. Il becco è anch'esso nero, mentre le zampe sono di colore giallo.

## Biologia

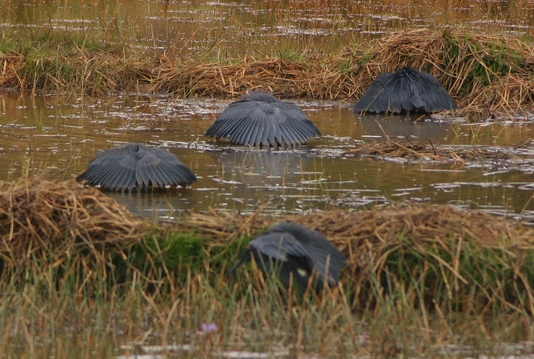
La caratteristica tecnica di caccia degli aironi neri.

È una specie che vive generalmente in gruppi sino a 50 o più esemplari.

### Alimentazione
Si nutre prevalentemente di pesci e in misura minore di crostacei e insetti acquatici..
Ha una peculiare tecnica di caccia caratterizzata dalla formazione di un ombrello con le ali poste al disopra della testa in modo tale da creare un cono d'ombra che attrae le prede.

### Riproduzione

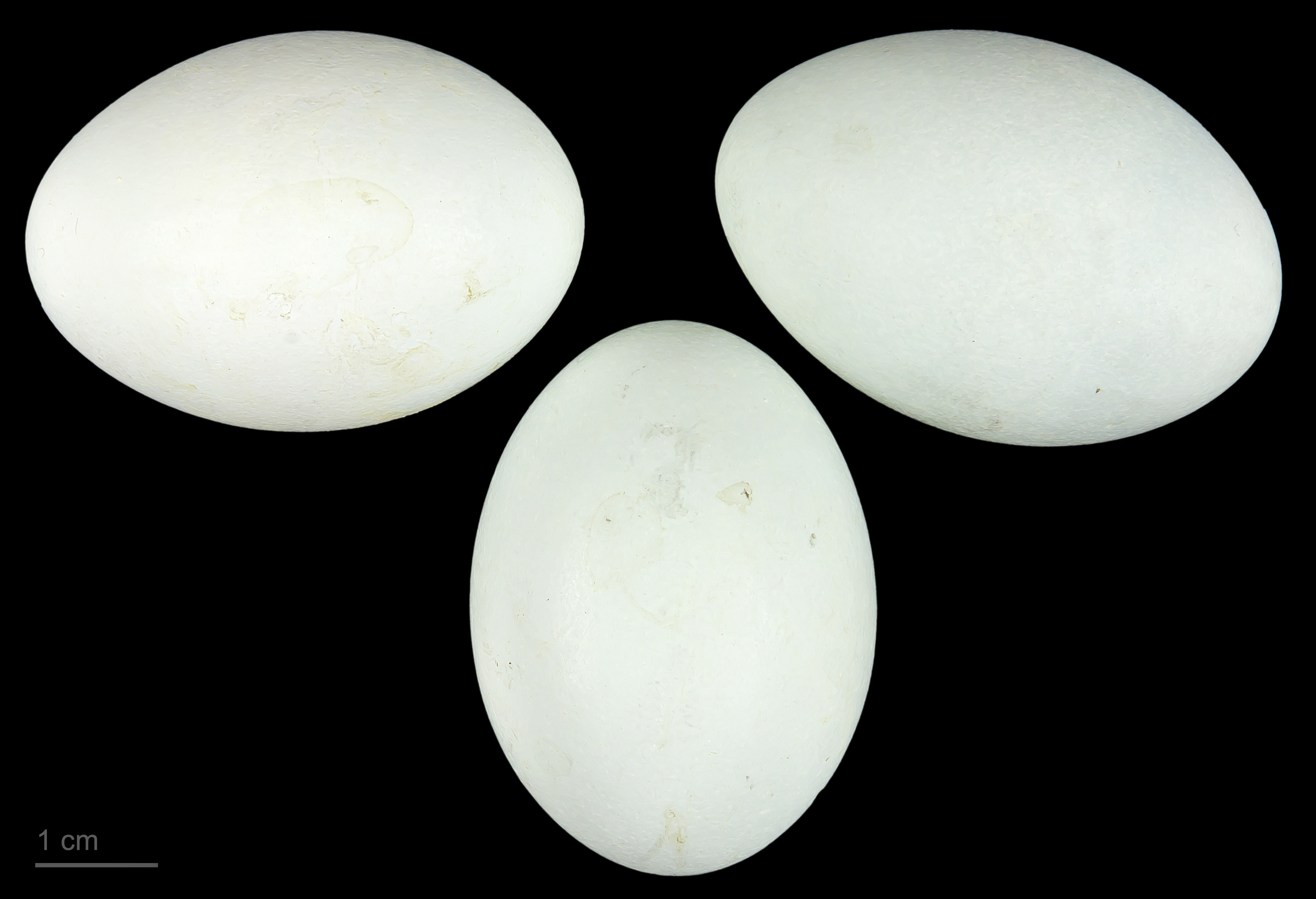
Egretta ardesiaca

Nidifica formando aggregazioni coloniali, talora molto numerose, con altre specie di Ardeidi quali l'airone guardabuoi (Bubulcus ibis) e l'airone testanera (Ardea melanocephala).
Il nido è una solida piattaforma costruita con bastoncini e ramoscelli, posta ad altezza tra 1 e 6 m dal suolo, solitamente in prossimità dell'acqua.

## Distribuzione e habitat
Questa specie ha un ampio areale che comprende gran parte dell'Africa subsahariana compreso il Madagascar.
Il suo habitat tipico sono le zone umide con acque poco profonde: lagune estuarine, piane di marea, paludi, risaie, mangrovie.

## Conservazione
La IUCN Red List classifica Egretta ardesiaca come specie a rischio minimo (Least Concern).